# Nación Rotonda
Nación Rotonda (spanisch: Kreisverkehr-Nation) ist eine spanische Internetseite, die ein visualisiertes Inventar des spanischen Baubooms und der damit verbundenen Immobilienkrise mit Hilfe von Google-Earth-Aufnahmen zeigt. Die Eigenbeschreibung lautet: „Früher waren dies alles spanische Felder. Visuelles Inventar der territorialen Umwidmung der vergangenen 15 Jahre.“

## Funktionsweise
Die Seite versucht, die spanische Immobilienblase und deren Folgen bis heute optisch zu verdeutlichen. Mittels eines Schiebereglers kann der Betrachter auf der Webseite das Vor- und Nachher einzelner Orte und Landstriche der letzten fünfzehn Jahre betrachten. Deutlich sind auf den Aufnahmen der Stillstand von Bauvorhaben, angefangene Urbanisationen oder Kreisverkehrs-Rotunden, die ins Nichts führen, und weitere Fehlplanungen und Verfehlungen zu sehen.
Dabei soll die Bevölkerung sich an dem Projekt beteiligen. Jeder kann sogenannte Immobilien-Kadaver hinzuzufügen. Mittels Google Maps können Koordinaten hinzugefügt werden, an denen sich Bauruinen, die als Sinnbild für die spanische Wirtschaftskrise stehen, befinden. Dann kann ein Foto hochgeladen werden. Eine Beschreibung der Bilder ist nicht möglich, das Bild soll im Vorher-Nachher-Vergleich für sich selbst sprechen. Es steht eine Kommentarfunktion zur Verfügung, die jedoch selten genutzt wird.

## Inhalte (Beispiele)
Wird etwa der Aeropuerto Don Quijote angewählt, können mittels eines Schiebereglers die Veränderungen des Areals verdeutlicht werden. Ein anderes so visualisiertes Bauprojekt ist das des Velodroms in der Palma Arena auf Mallorca. Im Umfeld des 120 Millionen Euro teuren Projekts sorgte der Korruptionsskandal um den ehemaligen Handballspieler und Angehörigen des spanischen Königshauses Iñaki Urdangarin für Aufsehen.

## Entstehung
Die Seiten wurden 2013 von den fünf Ingenieuren und Stadtplanern Miguel Álvarez, Esteban García, Rafael Trapiello, Melina Grinberg und Guillermo Trapiello online gestellt.

## Rezeption
Das Projekt ist mittlerweile in den Sozialen Netzwerken wie Facebook oder tumblr vertreten. Miguel Alvarez sagt zu seinen Recherchen im Vorfeld des Projektes: „Der Prozess des Auswählens und Suchens ist sehr lustig, aber auch sehr deprimierend.“ Nachdem die Seite online gegangen war, rief sie ein recht breites Medienecho im spanischen Sprachraum hervor. Zahlreiche inländische Medien wie die Tageszeitung El País, aber auch ausländische wie etwa die bolivianische Zeitung El Diario berichteten über das Projekt.